# Papiermolen Fontaine
De Papiermolen Fontaine is een watermolen op de Molenbeek-Terkleppenbeek aan de Gemeentestraat in Goeferdinge, deelgemeente van de Belgische gemeente Geraardsbergen. De bovenslagmolen was een papiermolen die al bestond in 1201 en later vaak werd verbouwd. De gebouwen werden beschadigd door brand in 1976.